# Römisches Freilichtmuseum Hechingen-Stein

Rekonstruiertes Hauptgebäude, Südansicht

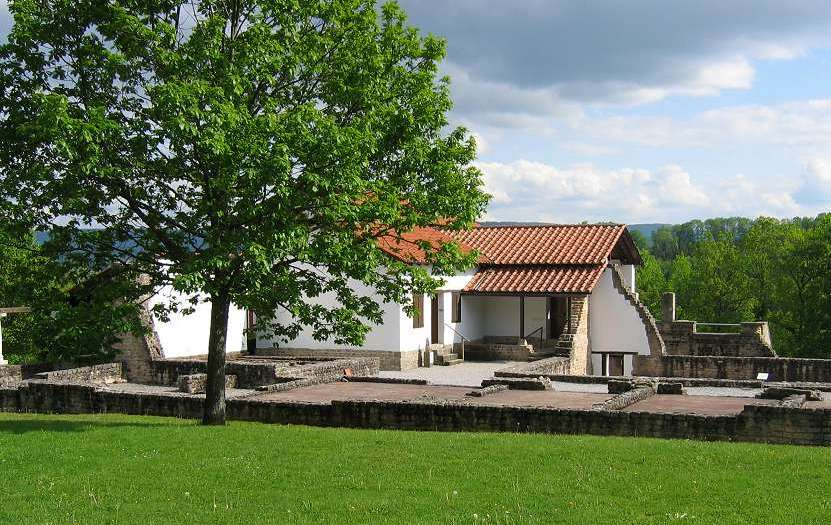
Rekonstruiertes Hauptgebäude, Nordansicht

Rekonstruiertes Hauptgebäude Ostansicht

Das Römische Freilichtmuseum Hechingen-Stein beherbergt eine der wichtigsten Fundstätten aus der Römerzeit in Süddeutschland. Es liegt auf einem Waldgrundstück oberhalb des Dorfes Stein, einem Stadtteil von Hechingen im Zollernalbkreis in Baden-Württemberg.

## Geschichte und Bedeutung der Fundstätte
Die Stätte wurde 1972 vom damaligen Bürgermeister von Stein, Gerd Schollian, entdeckt und zwischen 1978 und 1981 durch Ausgrabungen erschlossen. Dabei stellte sich heraus, dass es sich um Reste einer besonders prächtig ausgebauten, mit rund fünf Hektar sehr großzügig bemessenen römischen Villa rustica handelt, mit Wohn- und Wirtschaftsgebäuden und einer rundum geschlossenen Mauer. Seit 1992 werden durchgängig Grabungen durchgeführt. Bislang wurden ein heiliger Bezirk, ein Mühlengebäude, ein Speicherbau, das Eingangstor zur Anlage sowie eine Schmiede, ein weiteres Wohnhaus und ein Eckturm ausgegraben. Im Jahr 2009 wurden weitere Gebäude außerhalb der Villa gefunden, die die anfangs nur für einen Gutshof gehaltene Grabungsstätte zu einer vollständigen römischen Siedlung aufwerten.
Das Anwesen wurde wahrscheinlich zur Zeit des Kaisers Domitian Ende des 1. Jahrhunderts erbaut, als die Römer ihren Machtbereich von der Donau Richtung Nordosten ins Neckarland ausdehnten. Im 2. Jahrhundert wurde es stark erweitert. Das Ende kam Mitte des 3. Jahrhunderts, als die Alamannen den obergermanischen Limes, die römische Grenzbefestigung, überwanden und das Gebiet besetzten (Limesfall).
Auf dem Gelände wurden zahlreiche hauswirtschaftliche, handwerkliche und landwirtschaftliche Gerätschaften, Einrichtungs- und Kultgegenstände und Schmuckstücke gefunden.
Noch Anfang der 2000er Jahre wurde oberhalb des bereits erschlossenen Grabungs- und Museumsgeländes ein neuer großer Fund gemacht: ein mit zwei Essen außergewöhnlich groß bemessenes Schmiedehaus.
Weiter oberhalb wird seit 2001 ein großer Gebäudekomplex ausgegraben, dessen ursprüngliche Bestimmung noch nicht bekannt ist.

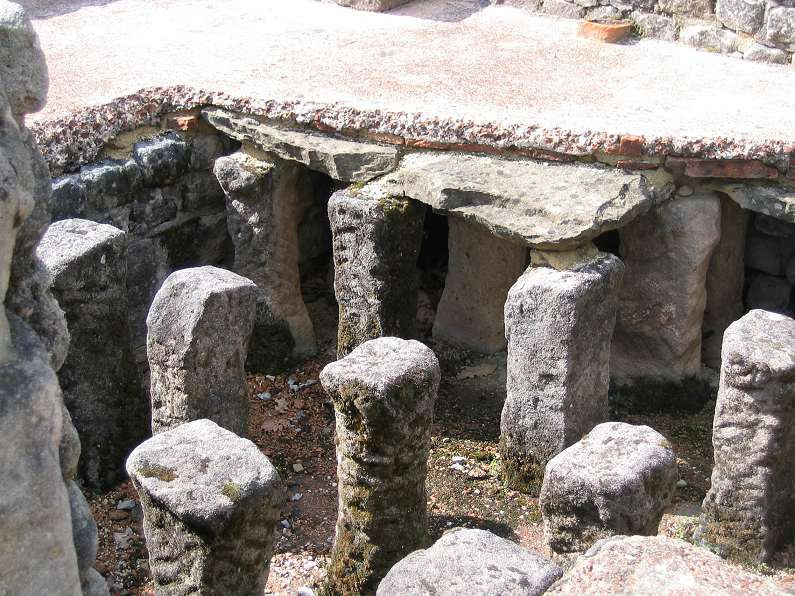
Fußbodenheizung

Sondierungsgrabungen, die derzeit ausschließlich durch ehrenamtliche Helfer erfolgen, zeigen, dass innerhalb der Mauern der Villa rustica noch eine Reihe weiterer Gebäude, darunter ein zweiter Badekomplex, unter der Erde liegen, dessen größerer Teil der Anlage also noch nicht ausgegraben worden ist. Hinzu kommen weitere Gebäude in der Umgebung der Anlage. Diese Vielfalt der Funde führt verstärkt zu der Frage, welche Funktion diese umfangreiche Siedlung in ihrem Endausbau hatte.
Da die Siedlung im Mittelalter aufgegeben wurde und ein Wald darüber wuchs, bietet sie eine sehr gute Qualität der Funde, die weder durch sekundäre Besiedlung noch durch landwirtschaftliche Tätigkeiten, insbesondere tiefgehende Pflüge, geschädigt wurde.
Ebenfalls Gerd Schollian grub im Winter 2010/2011 im Wald einen kleinen Wall an und stieß dabei auf Mauerreste. Als diese von Archäologen und Denkmalschützern untersucht wurden, zeigte sich eine ehemals 16 Meter hohe, komplett am Stück umgestürzte Gebäudemauer aus der Römerzeit. Sie stellt unter Beweis, dass die römische Architektur außerhalb der Städte viel größer gewesen ist als bislang angenommen. Offensichtlich sollten selbst abgelegene Landsitze vor allem auch repräsentativ sein. Die Wand gehörte vermutlich zu einem 35 Meter langen, 20 Meter breiten und eben mindestens 16 Meter hohen Lagergebäude.

## Anlage

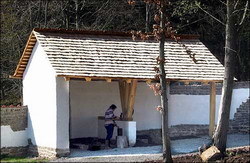
Rekonstruierte Schmiede

### Hauptgebäude

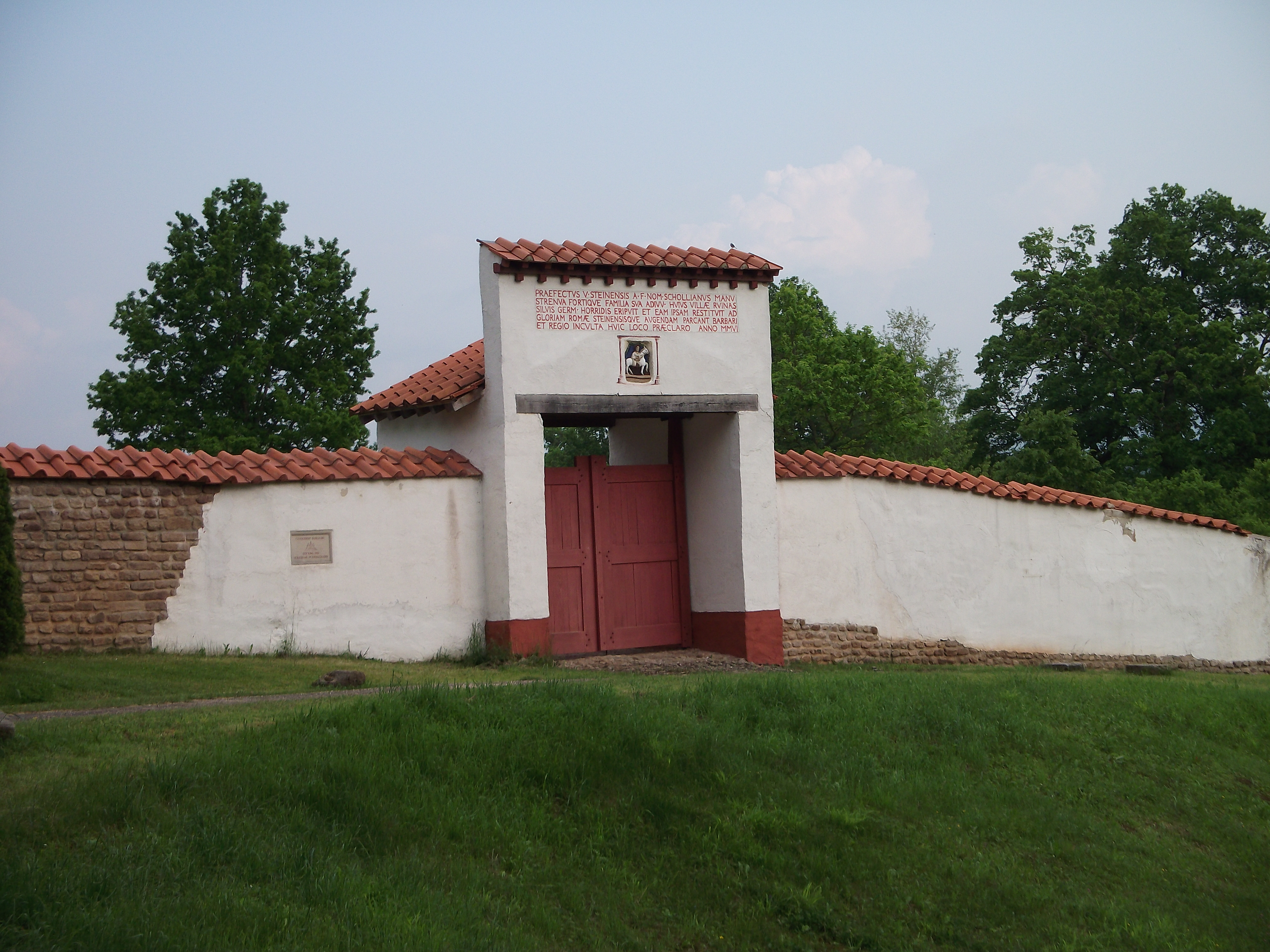
Rekonstruiertes Eingangstor

Am Ende des 1. Jahrhunderts wurde vermutlich ein Holzgebäude errichtet. Mit Beginn des 2. Jahrhunderts wurde das Holzgebäude durch eine aus Stein gebaute Porticusvilla ersetzt. Das Gebäude war mit seinem nach vorne offenen Säulengang (Porticus) und seinen beiden Eckrisaliten rund 32 Meter lang und 23 Meter breit. Der 3,2 Meter breite westlich gelegene Eingangsbereich des Gebäudes bestand aus einem zweiflügeligen Tor. Gegen Ende des 2. Jahrhunderts wurden, um den offenen Säulengang auf eine Länge von 32 Metern erweitern zu können, die beiden Eckrisalite abgerissen. Mit zwei neuen und größeren Eckrisaliten wuchs die Länge des Gebäudes auf 48 Meter. An der nördlichen Mauer wurden sechs neue Zimmer angebaut. Dadurch vergrößerte sich die Wohnfläche auf über 500 m².

### Umfassungsmauer
Eine rund 2 Meter hohe und 0,6 Meter breite verputzte Mauer schützte die ungefähr fünf Hektar große Anlage. Auf der Westseite wurde 1999 das Eingangstor entdeckt, das heute vollständig rekonstruiert ist.

### Tempelbezirk
1992 bis 1995 wurde ein jeweils 34 Meter langer und breiter Tempelbezirk ausgegraben. In diesem außerhalb der Umfassungsmauer gelegenen heiligen Bezirk konnte die außerordentlich hohe Zahl von zehn kleinen Kapellen nachgewiesen werden. Nach fast sechsjähriger ehrenamtlicher Arbeit durch Mitglieder des Fördervereins konnte dieser in seiner nahezu ursprünglichen Form rekonstruiert werden. Die Eröffnung der Anlage mit ihren farbenfrohen Gebäuden, einer Säulenhalle sowie einer Jupiter-Giganten-Säule fand im September 2021 statt.

### Mühle und Speicher
Ein 25 Meter langes und 18 Meter breites Mühlengebäude konnte 1995 bis 1999 ausgegraben werden. In diesem Gebäude wurde auch eine Darre gefunden. Brandspuren weisen darauf hin, dass dieses Gebäude abgebrannt ist und danach etwas größer wieder aufgebaut wurde. In der Nähe der Mühle wurde außerdem ein weiteres 20 Meter langes und 14 Meter breites Gebäude gefunden. Da man keine besonderen Einbauten oder Funde ausgraben konnte, wird angenommen, dass es sich hier um einen Speicher für die Mühle handelt.

### Schmiede

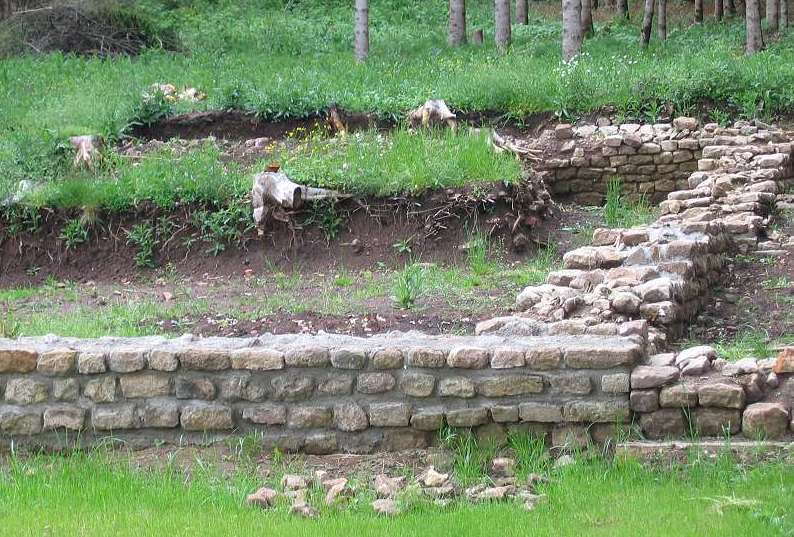
Während der Ausgrabung und Konservierung 2004

Nördlich des Eingangstores wurde ab 2000 eine Schmiede ausgegraben. Die offene Schmiede hatte zwei Schmiedeöfen, die durch eine Mauer getrennt waren.

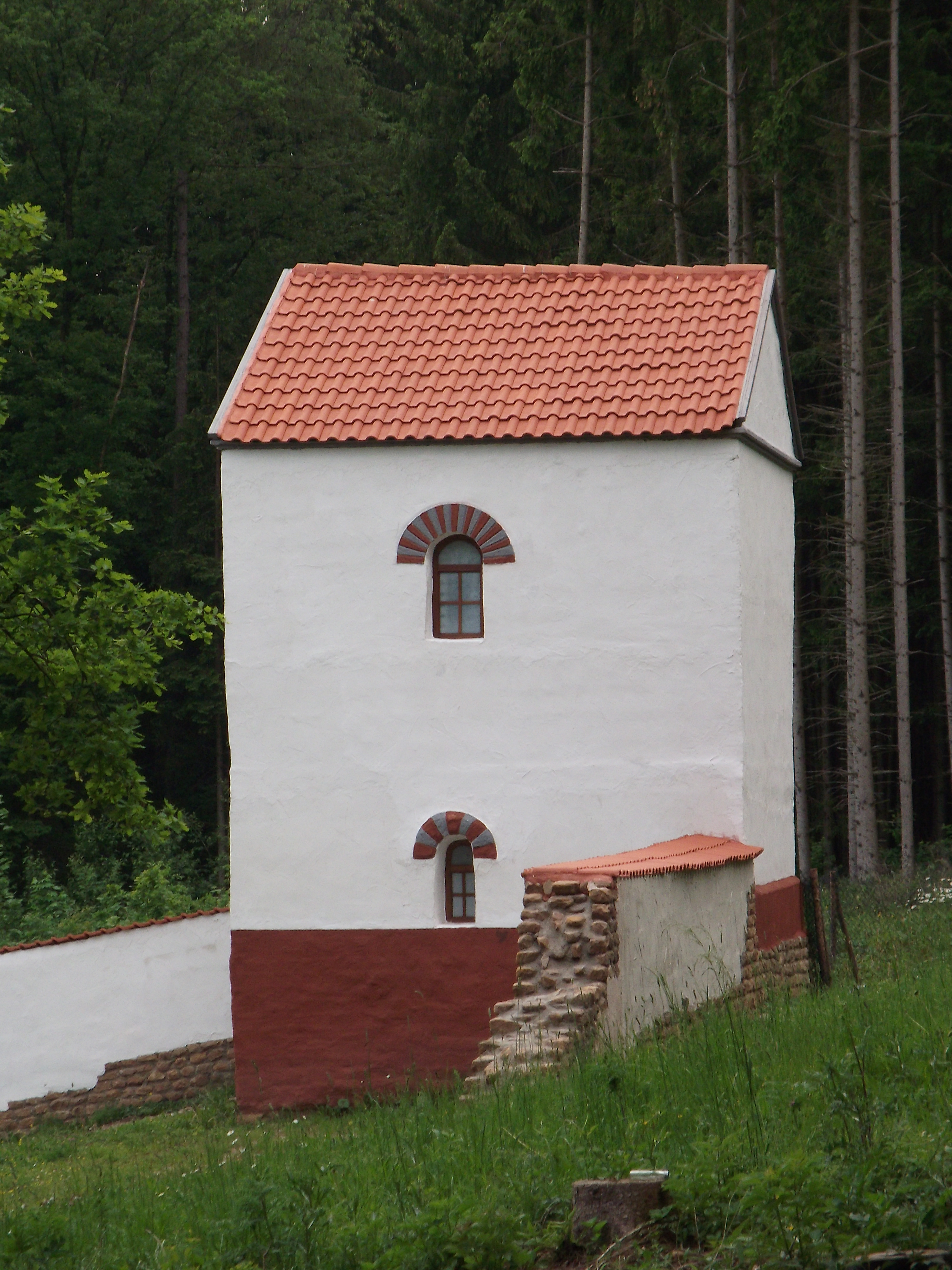
Rekonstruierter Nordwestturm

### Wohnhaus und Nordwestturm
In der Zeit von 2002 bis 2004 konnte nur wenige Meter von der Schmiede entfernt ein weiteres 16,4 Meter langes und 15,6 Meter breites Haus ausgegraben werden. Der Innenraum hatte keinen steinernen Ausbau, sondern wurde vermutlich durch eine Holzkonstruktion aufgeteilt. Auffällig ist, dass man keine Feuerstelle nachweisen konnte. Vermutlich wurde die Feuerstelle in dem etwas nördlich gelegenen und 2006 ausgegrabenen Nordwestturm als Küche genutzt. Die gefundenen Gegenstände, die Reste von bemaltem Wandputz und das gefundene Fensterglas lassen auf die Nutzung als Wohnhaus schließen. Das Haus hatte ein mit Ziegeln gedecktes Satteldach. Durch den starken Hangdruck wurde ein Teil der Mauern um rund 40 cm verschoben. Der Nordwestturm war quadratisch angelegt und hatte eine Höhe von rund 5 Metern. Aufgrund des massiven Fundaments und der mächtigen Versturzschicht muss das Gebäude mehrere Stockwerke hoch gewesen sein. Der Turm hatte einen Fußboden aus Mörtelestrich und war mit Dachziegeln gedeckt.

## Museum
Von den römischen Gebäuden sind nur die Fundamente und Mauerfragmente erhalten geblieben. Das Museum zeigt zum einen diese Ausgrabungen, einschließlich der originalen römischen Fußbodenheizung, deren Grundstrukturen teilweise erhalten geblieben sind.
Zum anderen wird versucht, durch Rekonstruktionen die Römerzeit lebendig zu machen: In dem rekonstruierten Haupthaus sind Original-Fundstücke aus dem Ausgrabungsgelände ausgestellt. Im Obergeschoss kann man ein Triclinium besichtigen, das Speisezimmer des Hausherrn, in dem die Mahlzeiten im Liegen eingenommen wurden, sowie die Schlafstätte eines Kindes. Das Haupthaus wurde von 2005 bis Sommer 2006 erweitert, um weitere Räume möglichst vollständig darzustellen. Bei diesen Arbeiten wurde der Innenhof überdacht, um die neuesten archäologischen Erkenntnisse umzusetzen.

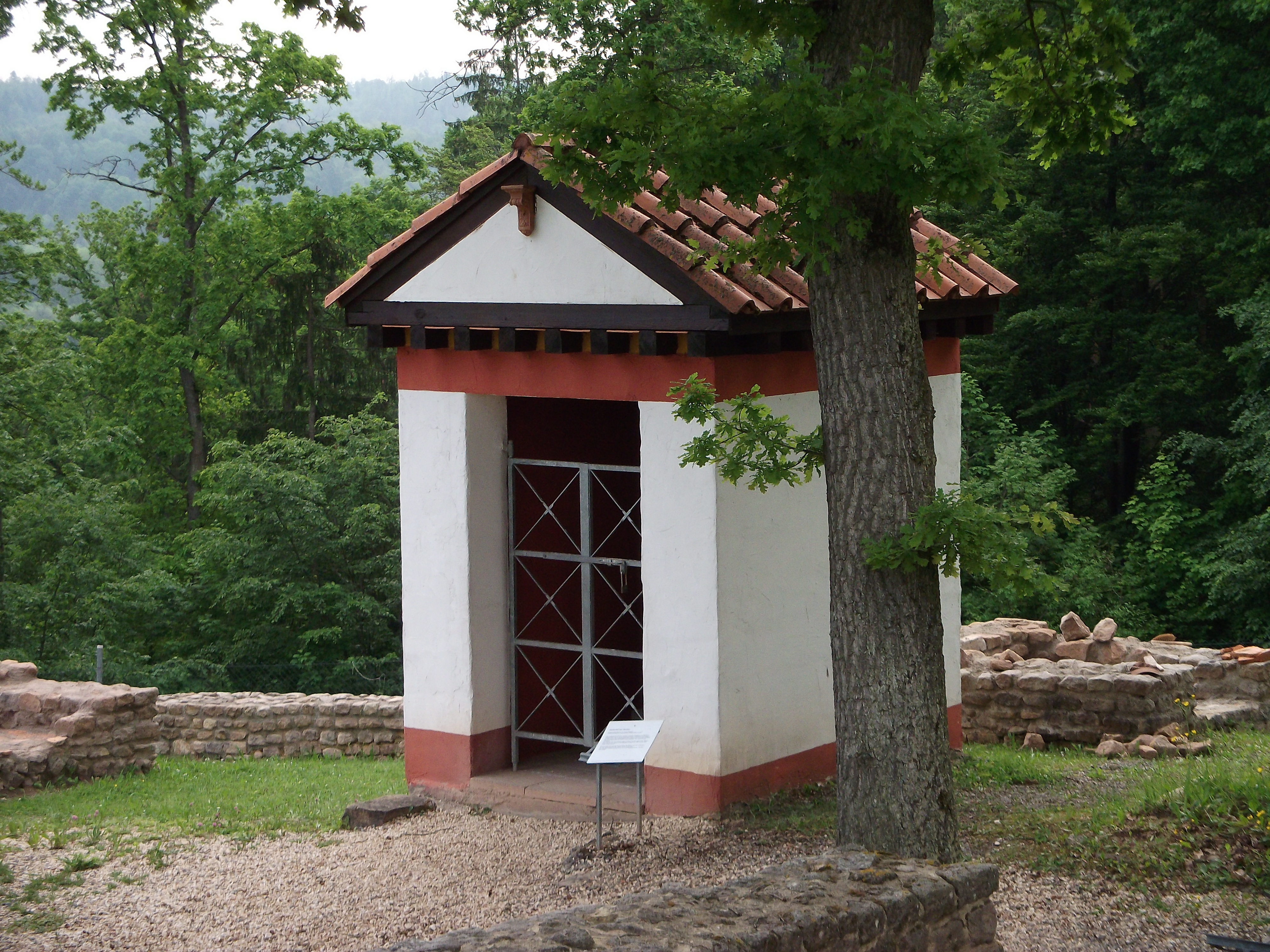
Rekonstruierte Kapelle im Tempelbezirk

Des Weiteren wurden auf dem Gelände die Mahl- und Backstube rekonstruiert. Besucher können, nach Voranmeldung, dort Gerste zu Mehl mahlen und Fladenbrot backen, so wie es die Römer taten. In einem rekonstruierten Gerätehaus können rekonstruierte Karren, Wagen und Landwirtschaftsgeräte der Römer besichtigt werden. Eine weitere Hütte zeigt Spiele, mit denen sich die römischen Kinder außerhalb der Schulzeit vergnügten.

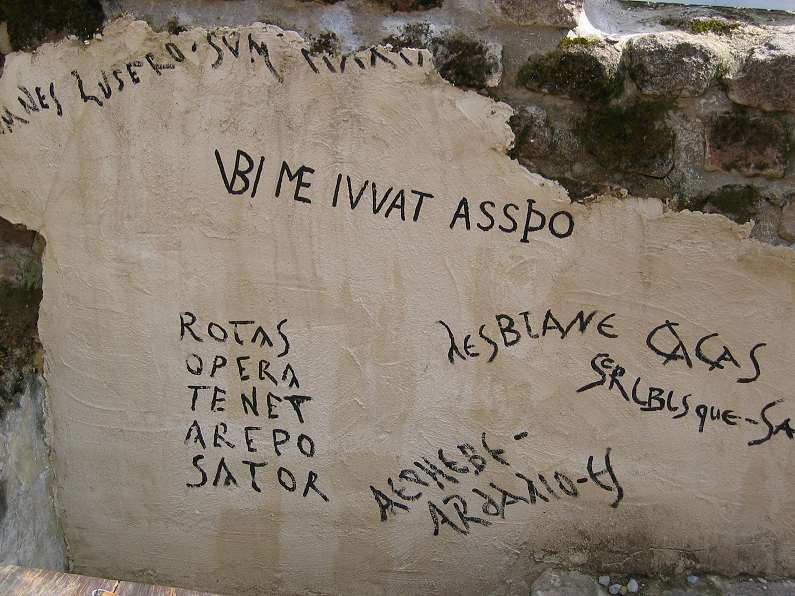
Rekonstruierte Latrinensprüche

Sogar die Latrine wurde wieder hergerichtet. Die Römer pflegten ihr „Geschäft“ in Gemeinschaft, auf einem Reihenklosett sitzend, zu verrichten. Auch der Brauch, die Latrinenwände mit Sinnsprüchen und Parolen zu verzieren, war schon zur Römerzeit gang und gäbe. Einige der damals üblichen Wandsprüche wurden als Rekonstruktion angebracht.

Rekonstruierter Tempelbezirk

Der untere Teil des Geländes schließlich gibt, wiederum anhand von Fundstücken aus dem Gelände, einen Einblick in die reichhaltige Götter- und Mythenwelt der Römer. Neben den bekannten Großgottheiten Jupiter, Minerva und Mercurius huldigten die Bewohner auch den importierten Gottheiten unterworfener Völker, beispielsweise dem persischen Lichtgott Mithras und der keltischen Pferdegöttin Epona. Des Weiteren spielten mindere Gottheiten wie die Glücksgöttin Fortuna und die Früchtegöttin Herecura sowie der namenlose Genius des Hausherrn und die Matronen des Feldes eine wichtige Rolle in ihrem religiösen Kosmos.

## Ansatz des Freilichtmuseums
Das Freilichtmuseum beruht auf Grabungsfunden wie den Resten von Mauern, der Hypocaust-Heizung sowie vielfältigen Einzelfunden wie Scherben, Verputzresten, Alltagsgegenständen und behauenen Steinen. Im Gegensatz zu vielen anderen Orten, an denen nur die Mauern im Grabungszustand fixiert und die Fundgegenstände in einem Museum zusammengefasst wurden, versucht das Römische Freilichtmuseum anhand wissenschaftlicher Befunde und Vorlagen beispielsweise aus Pompeji eine nach dem Stand der Archäologie wahrscheinliche Rekonstruktion von Gebäuden auf den originalen Fundamenten wieder aufzubauen. Diese Rekonstruktion beinhaltet auch Kopien von Funden anderer Orte. So wurden beispielsweise in Stein Reste einer Jupitergigantensäule gefunden, die aber nicht für eine Rekonstruktion ausreichten. Zur Erinnerung wurde eine Kopie der Jupitergigantensäule von Walheim aufgestellt. Ziel dieser Form der Darstellung ist es, ein möglichst konkretes Bild des Lebens in der damaligen Zeit für die Besucher darzustellen.

## Römerfest
Jedes zweite Jahr (geradzahlig) findet im August auf dem Gelände ein großes Römerfest statt. Dies ist laut Aussage der Veranstalter „das größte Römerfest nördlich der Alpen“.

## Trivia
Im Asterix-Comic Der Papyrus des Cäsar findet sich das Bild einer römischen Villa, bei sich der Zeichner Didier Conrad das Hauptgebäude von Stein zum Vorbild genommen hat.